# Kinlaza
Les Kinlaza étaient les membres du  Kanda (lignage), Nlaza ou Maison de Kinlaza, l'une des lignées dirigeantes du Royaume du Kongo au XVIIe siècle. C'était l'une des principales factions pendant la Guerre civile du Kongo avec les kandas  Kimpanzu et  Kinkanga. Ils sont rappelés dans la tradition et sont évoqués dans un proverbe, encore courant dans les années 1920 « Nkutama a mvila za makanda "Kinkanga, Kimpanzu ye Kinlaza makukwa matatu malambila Kongo », c'est-à-dire: Kinkanga, Kimpanzu et Kinlaza sont les trois pierres sur lesquelles le Kongo repose.

## Étymologie
En Kikongo la langue du royaume de Kongo, le nom du kanda est "Nlaza". La forme de classe ki- / -i, qui fait souvent référence à l'appartenance à une catégorie (et inclut donc, par exemple, les noms de village) est Kinlaza. Ainsi, le portugais se réfère à cette faction comme à la Maison de Kinlaza ce qui peut être comprise comme la Maison de Nlaza.

## Origines
Les origines généalogiques exactes de la lignée Kinlaza ne sont pas claires. Au début du XXe siècle, avoir un « père Nlaza » n'indiquait pas la paternité biologique, mais plutôt le fait que l'on était membre du Kanda (clan) Kinlaza. Pour cette raison, les histoires ont rappelé que Lukeni lua Nsanze était la sœur de Mpuku a Nsuku. Cette femme est probablement une parente direct d'Anna, la fille d'Alphonse Ier, et est donc la véritable ancêtre des Kinlaza qui régneraient sur Mbata, mais les sources varient. Ce que l'on sait avec certitude, c'est qu'ils descendent de la lignée d'Alphonse Ier et d'Alvare III.
Leur origine réside dans une division de la famille royale kongolaise en trois branches distinctes, au moins dès la décennie 1620. La noblesse kongolaise revendique son ascendance de deux lignées parentales, et donc parmi ceux qui descendaient du roi Afphonse Ier, il y eut rapidement une division. De la lignée d'Alvare III provient la famille Kimpanzu; de Pierre II descend les Kinkanga dite aussi maison de Nsundi et de manière significative, de la fille d'Alphonse Ier, Dona Ana Ntumba Mvemba, est issu le clan Kinlaza, qui était étroitement lié au Kimpanzu, mais descendait d'un groupe parental intermédiaire différent.

## Rôle avant les guerres civiles
Le rôle de Kinlaza dans les guerres civiles commence avec le roi Garcia II du Kongo. Le roi Kimpanzu Alvare IV avait accordé à Garcia et à son frère, également nommé Alvare, le contrôle des territoires de Mbamba et Kiova en échange de leur aide militaire afin de réprimer une rébellion. Alvare du Kinlaza renversera plus tard Alvare V , et règne  sous le nom d'Alvare VI, son frère Garcia lui succède en 1641. Garcia II du Kongo commence une campagne de consolidation et de contrôle politique en écrasant les clans Kinkanga et Kimpanzu. L’église kongolaise naissante, bien qu’elle se compose principalement d’étrangers, n’est pas exclue du conflit politique, les Kinlaza s’appuient sur les missionnaires capucins et les Kimpanzu se tournent vers les jésuites.
Garcia II a comme successeur son fils, Antoine Ier, qui se montre encore plus impitoyable que son père dans la persécution de ses ennemis Lui, essayant de couper l'influence portugaise anticipée là-bas, a envahi la région de Ndembu, commençant une guerre avec les colons angolais là. Ils s'engageraient dans une guerre civile avec leurs branches sœurs du Kimpanzu et du Kinkanga. Cette séparation est restée un événement enregistré important, car même la Liste de Rois  de 1758 note les trois mêmes noms en conjonction avec cet événement (Thornton). Il a survécu dans le cadre de la conscience historique d'au moins une des familles survivantes, les Kinkanga, alors même que les documents écrits ont été perdus, comme un dicton: « Kinlaza, Kimpanzu, Kinkanga: trois pierres sur lesquelles le Kongo a cuisiné. » ”.

## Lutte pour le trône avec les Kimpanzu
Ces répressions ont eu pour effet secondaire de produire un grand nombre d'esclaves. Ils étaient principalement vendus via les ports de Soyo. Comme la navigation portugaise se concentrait davantage sur l'Angola portugais, il y avait souvent plus d'esclaves à Soyo qu'il ne pouvait en être acheté à tout moment. Cela a eu pour effet d'amener souvent les esclaves à s'engager dans l'agriculture pour se nourrir. En 1645, Soyo était une grande ville prospère, rivalisant avec la capitale kongolaise. Le comte de Soyo  commence à affirmer son indépendance contre les efforts de centralisation du Kinlaza, et avec les armes et le soutien néerlandais, il s'engage dans une guerre à part entière avec Kongo sur une période de vingt-cinq ans. Cette division se reflète également dans la politique religieuse, alors que Soyo commence à recevoir une certaine influence protestante le Kongo reste fermement attaché à l'église catholique.
La résistance de Soyo au royaume du Kongo a un effet néfaste sur la stabilité du royaume. Les Kinlaza s'étaient fait de nombreux ennemis avec leur centralisation agressive du pouvoir, alors que du fait des  unions communes entre les nobles des deux pays, le Soyo offrait désormais un asile aux nobles indésirables leur permettant se rassembler ce qui à saper le pouvoir de la dynastie Kinlaza. Les familles vaincues n'avaient plus à rechercher des compromis avec eux 
car elles pouvaient simplement se refugier au Soyo et ourdir des complots .
Après son accession au trône, après la mort de son père, Antoine Ier ne réussit pas maintenir les relations pacifiques que son père avait établi avec les Portugais. Cette situation conduit à la conclusion d'une alliance entre l' Angola portugais, le Kimpanzu et le Soyo et à une campagne  destructrice contre la capitale, Sao Salvador. Finalement, Antoine Ier lui-même est tué sur le champ de bataille d'Ambuila, déclenchant une crise encore plus grande. Ce fut une bataille désastreuse et humiliante pour le Kongo, qui a perdu outre son roi beaucoup de ses nobles. Après que les Portugais eurent renvoyé les insignes royaux à Lisbonne comme trophée, ils ne s'implantèrent pas plus dans la région qu'auparavant toutefois le, Soyo, et donc le clan Kimpanzu, était désormais en mesure de prendre le contrôle d'un Kongo affaibli et désorganisé.

## Déclin après la guerre civile
La guerre civile du Kongo entre les Kinlaza et Kimpanzu, exacerbée par ces facteurs, se poursuivra encore trente ans, jusqu'à ce que Pierre IV du Kongo, descendant à la fois du Kinlaza et du Kimpanzu, rétablisse finalement une paix fragile en instituant une rotation officielle du titre royal entre les deux familles au début du XVIIIe siècle. La branche nord de Kinlaza, fondée par João II à Mbula (ou Lemba) avait revendiqué le trône, mais la lignée de cette famille qui a soutenu Pierre IV et s'est opposée à Elena la sœur de Jean II dans les années 1710 a finalement pu accéder à la royauté du Kongo lorsque Garcia IV est arrivé au pouvoir en 1743. Une branche sud, dirigée par Ana Afonso de Leão n'a pas exercé le pouvoir pendant longtemps, et elle est restée confiné dans son territoire patrimonial de Nkondo (Mucondo) sa base principale. Avec le déclin de la stabilité du royaume, de nombreuses provinces périphériques établirent une indépendance de facto face à un royaume centralisé de moins en moins efficace. L'une de ces provinces celle de Wandu, était gouvernée par une autre branche de la famille Kinlaza dont reine Violante de Wandu conduit en 1764 une invasion du Kongo d'où elle chasse temporairement du trône le roi Alvare XI, un autre Kinlaza ”. Ce dernier avait lui-même mis fin à la période de succession alternée en déposant "Pedro V " un Kimpanzu. En 1779, les Kinlazas du sud parviennent alors au trône avec l'ascension de Joseph Ier et conservent le pouvoir lorsque Afonso V succède à son frère Joseph en 1785. La crise qui survient après la mort d'Alphonse V en 1787 et laisse les Kinlaza du sud à l'écart du pouvoir. Au XIXe siècle Le roi dénommé officiellement  « Pierre V », à ne pas confondre avec Pierre V de Kimpanzu, avait peut-être des liens avec les Kinlaza du sud, car sa base de Mbemba  avec Mfumu Ziteta comme chef du clan Kinlaza à Nsende, était proche des terres de Nkondo Matuba, bien qu'aucune relation précise n'ait été établie . Après cette période, le déclin du royaume de Kongo s'accélère, et avec lui la fortune de la famille Kinlaza. Le royaume perdurera toutefois au-delà du Congrès de Berlin jusqu'à l'abolition de la monarchie par le gouvernement portugais en 1914.

## Articles liés
- Kilukeni
- Dynastie Kwilu
- Kimpanzu
- Kinkanga
- Água Rosada